# Ісе (лінкор)
«Ісе» (яп. 伊勢) —  лінійний корабель Імператорського флоту Японії, головний корабель однойменного типу. Спущений на воду в 1916 році, введено в експлуатацію в 1917 році. Названий на честь історичної провінції в південній частині острова Хоншю (нині префектура Міядзакі).

## Історія створення
«Ісе» будувався за програмою 1912 року. Після виконання програми «8 — 8» лінкори «Ісе» і однотипний «Хюґа», як і їх попередників, передбачалося вивести зі складу флоту, але рішення Вашингтонської конференції (1922) змінили ці плани. Лінкор залишився в строю. З 1930 року він проходив численні модернізації.

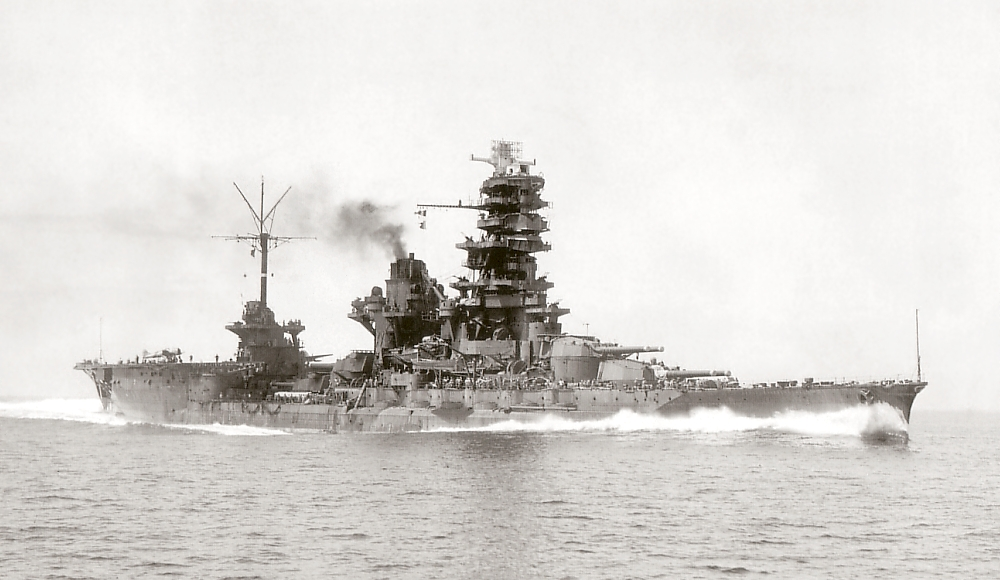
Лінкор-авіаносець «Ісе» після модернізації

В 1943 році «Ісе» пройшов модернізацію, яка перетворила корабель в лінкор-авіаносець. Поява такого незвичайного проекту пояснюється важкими втратами в авіаносцях, понесених Японією в битві за Мідвей.
Згідно з проектом у кормовій частині корпус подовжили на 7,6 м і розширили. На місці колишніх кормових веж головного калібру № 5 і № 6 спорудили ангар довжиною 60 м, в якому містилося до 10 літаків, для підйому яких служив один підйомник. Ще 10-12 літаків стояли прямо на палубі. Мала довжина палуби не дозволяла літакам вільно злітати і сідати на неї. Тому запуск проводився з допомогою двох катапульт. Сідати ж літакам припадало на звичайні авіаносці або на берегові аеродроми.
На роль палубного літака призначався пікіруючий бомбардувальник D4Y3 «Суйсей» («Джуді»), але через їх брак корабель повинен був бути укомплектований гідролітаками-бомбардувальниками Е16А «Цуюн» («Пол»). Достовірно невідомо, чи потрапили ці літаки на корабель.

## Історія служби
- У ході битви в затоці Лейте 25 листопада 1944 року «Ісе» був легко пошкоджений численними близькими розривами.
- З лютого 1945 року перебував в Куре, забезпечуючи ППО бази.
- 13 березня 1945 року, влученнями бомб на «Ісе» був зруйнований літакопідйомник. Ремонтувати лінкор-авіаносець і не намагалися.
- 2 липня 1945 року «Ісе» отримав 5 влучень бомб і сів на мілину.
- 28 липня після 8 бомбових ударів і великої кількості близьких розривів «Ісе» затонув біля заводської стінки в Куре з креном 20 градусів на правий борт.
- 4 липня 1946 року піднято і до кінця року розібраний в Харімі.
- За весь час служби «Ісе» так і не брав участь у боях як авіаносець.